# Karl Georg von Hoym

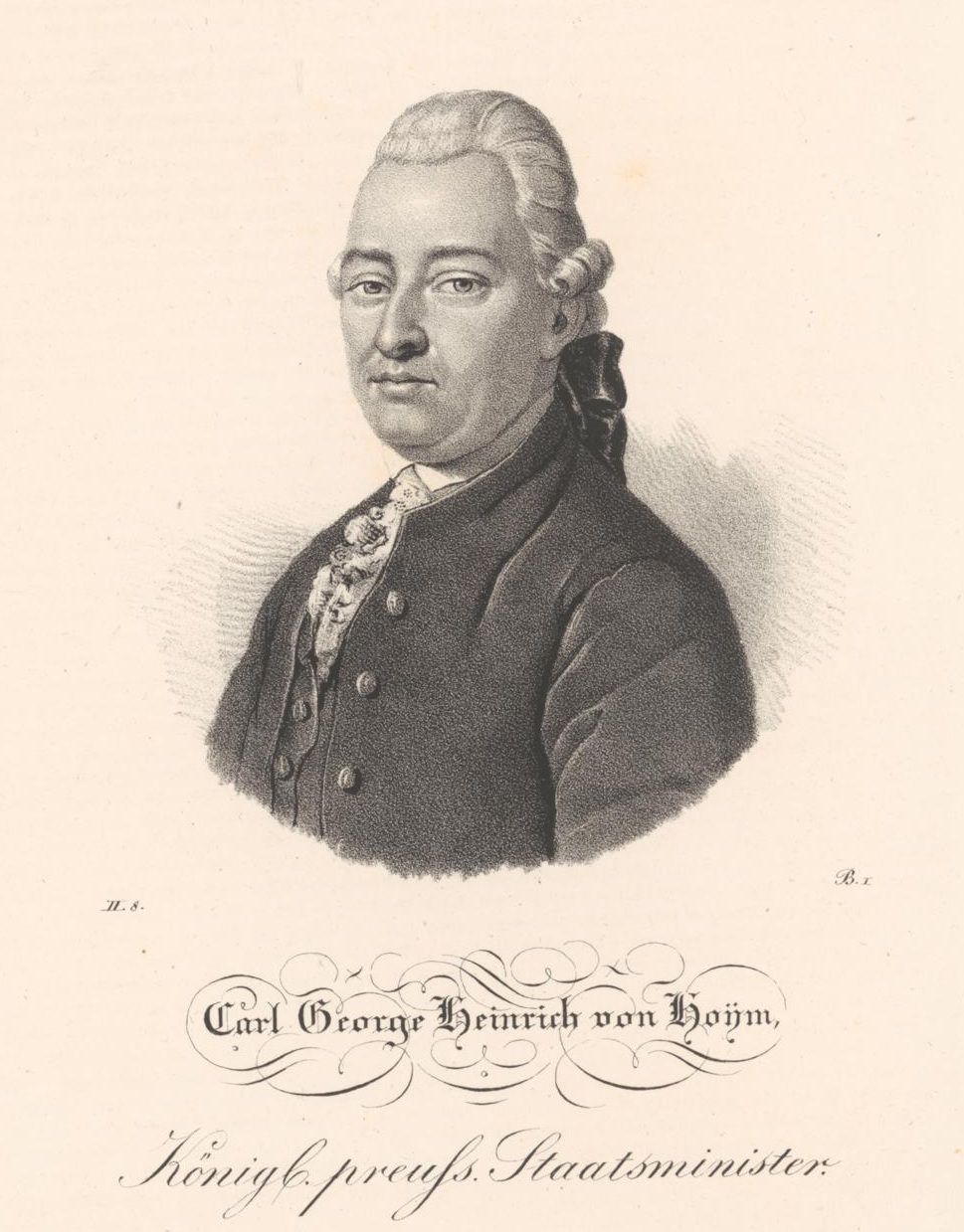
Karl Georg von Hoym, lithographie d'Heinrich Wilhelm Teichgräber

Karl Georg Heinrich comte von Hoym (né le 20 août 1739 à Poblotz dans l'arrondissement de Stolp en Poméranie ultérieure et mort le 26 octobre 1807 à Dyhernfurth en Silésie) est un homme d'État prussien.

## Origine
Karl Georg Heinrich von Hoym est le fils de Hans Bogislaws von Hoym, seigneur de Poblotz, et de sa femme Auguste Henriette, née von Wobeser (de). Son père, alors lieutenant prussien, meurt dès 1741 lors de la première guerre de Silésie. Un an plus tard, la mère est également décédée. Von Hoym est ensuite recueilli par Heinrich von Podewils (de) et élevé avec ses fils.

## Biographie
Après le Collège Fridericianum de Königsberg, von Hoym entreprend des études de droit à l'université de Francfort-sur-l'Oder en 1758. Il perd tout intérêt pour les études et essaye d'apprendre plusieurs langues. En juillet 1761, il rejoint le régiment de cuirassiers de Gustav Albrecht von Schlabrendorf à Breslau en tant que cadet. Cependant, von Schlabrendorf conseille à von Hoym de partir « à cause de sa frêle apparence » et le recommande à son frère, le ministre responsable, Ernst Wilhelm von Schlabrendorf. Le 8 août 1761, von Hoym est engagé par ce dernier comme ausculteur à la Chambre de guerre et de domaine de Breslau.
Après une période relativement courte, il est nommé conseiller de guerre et des domaines le 29 avril 1762. En mars 1767, il devient conseiller privé et second directeur de la Chambre. La même année, il se marie avec Antonie Louise baronne von Dyhern und Schönau (1745-1820). En 1768, Frédéric le Grand le rencontre et en 1769 il le nomme président du district de Clèves et en 1770 ministre chargé de la Silésie, pour laquelle Hoym apporte une grande contribution.
En 1786, Frédéric-Guillaume II le fait comte et en 1793 lui confie l'administration de la Prusse-Méridionale nouvellement acquise. Ici, Hoym est très offensé par le despotisme bureaucratique et la mauvaise administration, l'enrichissement personnel et le gaspillage des biens de l'État et incite ainsi le Livre noir de Hans von Held (de).
À partir de 1796, il est propriétaire de la prévôté de la cathédrale de Kucklow (de) en Poméranie. Leur précédent propriétaire, le maréchal prussien Wichard von Möllendorff, les lui a cédés avec l'autorisation du roi.
Après le traité de paix de Tilsit, Hoym prend sa retraite et décède le 26 octobre 1807 dans sa propriété de Dyhernfurt près de Breslau.

## Famille
En 1767, il se marie avec la baronne Antonie Louise von Dyhern und Schönau (1745-1820), une fille du maréchal de la cour et directeur de chambre à Oels, le baron Anton Ulrich von Dyhrn und Schönau (de) (mort en 1768) et la baronne Sophie Caroline von Crausen . Sa femme est également héritière de Dyhernfurth. Le couple a deux filles :
- Antoinette Wilhelmine Caroline Katharine (née le 17 juillet 1768 et morte le 27 novembre 1799) mariée en 1788 avec le comte Joachim Alexander Kasimir von Maltzan, baron zu Wartenberg et Penzlin (né le 24. juin 1764 et mort le 2 juillet 1850), fils de Joachim Carl von Maltzan (de)
- Friederike Sophie Amalie Henriette (née le 22 mars 1770 et morte le 27 janvier 1832) mariée en 1791 avec Hans Gottlieb baron von Stosch auf Löwen (depuis le 6 juillet 1798 comte prussien)

## Proche
- Friedrich Gotthelf Benjamin Schmieder (de) (1770–1838), à partir de 1804 recteur du lycée royal de Brieg à la demande de Hoym